# Hanna Demydowa
Hanna Demydowa (ukr.: Ганна Демидова; ros.: Анна Демидова; ur. 8 kwietnia 1987 w Sumach) – ukraińska lekkoatletka specjalizująca się w trójskoku i skoku w dal, olimpijka.
Brązowa medalistka mistrzostw świata juniorów młodszych w skoku w dal z 2003. Finalistka mistrzostw świata juniorów (2004) i mistrzostw Europy juniorów (2005). W 2012 odpadła w eliminacjach trójskoku na mistrzostwach Europy w Helsinkach. W tym samym roku startowała na igrzyskach olimpijskich w Londynie, na których zajęła 15. miejsce w eliminacjach i nie awansowała do finału. Medalistka mistrzostw Ukrainy oraz mistrzostw NCAA.

## Osiągnięcia
| Rok  | Impreza                               | Konkurencja | Miejsce    | Lokata            | Wynik (m) |
| ---- | ------------------------------------- | ----------- | ---------- | ----------------- | --------- |
| 2003 | Mistrzostwa świata juniorów młodszych | Sherbrooke  | skok w dal | 3. miejsce        | 6,15      |
| 2003 | Olimpijski Festiwal Młodzieży Europy  | Paryż       | skok w dal | 3. miejsce        | 6,05      |
| 2004 | Mistrzostwa świata juniorów           | Grosseto    | skok w dal | 9. miejsce        | 5,99      |
| 2005 | Mistrzostwa Europy juniorów           | Kowno       | skok w dal | 10. miejsce       | 5,94      |
| 2012 | Mistrzostwa Europy                    | Helsinki    | trójskok   | el. – 18. miejsce | 13,72     |
| 2012 | Igrzyska olimpijskie                  | Londyn      | trójskok   | el. – 15. miejsce | 13,97     |

## Rekordy życiowe
- Skok w dal – 6,50 (2004)
- Skok w dal (hala) – 6,44 (2005)
- Trójskok – 14,50 (2012)
- Trójskok (hala) – 13,88 (2011)